# Entedon cioni
Entedon cioni är en stekelart som beskrevs av Thomson 1878. Entedon cioni ingår i släktet Entedon och familjen finglanssteklar.
Artens utbredningsområde är:
- Finland.
- Tyskland.
- Ungern.
- Norge.
- Sverige.
- Ukraina.

Arten är reproducerande i Sverige. Inga underarter finns listade i Catalogue of Life.